# Xã Chardon, Quận Geauga, Ohio
Xã Chardon (tiếng Anh: Chardon Township) là một xã thuộc quận Geauga, tiểu bang Ohio, Hoa Kỳ. Năm 2010, dân số của xã này là 4.585 người.